# ジョン・タイター
ジョン・タイター（英: John Titor、自称1998年 - ）あるいはTimeTravel_0とは、2000年にインターネット上に現れた2036年からやってきたタイムトラベラーを自称する男性である。また、1998年から2001年にかけて、通信およびインターネットフォーラム上で、2036年からの米国軍人の時間旅行者を自称する個人によって使用された仮名である。彼の投稿では時間旅行のさまざまな側面について議論し、2015年に起こると予測した世界的な核戦争を含む将来の破滅的な出来事について説明した。
この話はインターネットコミュニティを魅了したが、予測の不正確さの増加やその他の矛盾点から、多くの人々はこれを懐疑的に見て、誰が作り出したのかを発見しようとした。2009年の調査では、この事件はフロリダ州のエンターテイメント弁護士ラリー・ヘイバー、または彼の兄弟のジョン・リック・ヘイバーかモーリー・ヘイバー（両者ともコンピュータと情報技術の分野で働いている）によって始められた偽装であることが示唆された。しかし、ヘイバー家やその他の容疑者はこれらの報告を否定しており、タイターの投稿の発信者であることを公に主張した者はいない。

## 概要
2000年11月3日、アメリカの大手ネット掲示板に、2036年からやってきたと自称する男性が書き込みを行った。
男性は「ジョン・タイター」と名乗ると、複数の掲示板やチャットでのやりとりを通じ、タイムトラベルの理論や自身のいた未来に関する状況、未来人である証拠などを提示していった（その過程でアップロードされた資料は、現在も閲覧可能である）。
タイターは、最初の書き込みから約4か月後の2001年3月に「予定の任務を完了した」との言葉を残して書き込みを止め、以降は消息を絶っている。また、2003年にアメリカで発行された、タイターの発言ログをまとめた書籍『JOHN TITOR A TIME TRAVELER'S TALE』（時間旅行者ジョン・タイターの話）には彼の母親を名乗る人物から寄せられた手紙や、彼女からタイターに関する全資料を受け取った弁護士の話などが掲載されている。母親を名乗るこの人物は、タイターが自分の息子であることは否定していないものの、平穏な生活を送りたいとの理由から彼との関係の一切を断ちたいと語っている。

## タイターの投稿
タイターは初めて1998年7月29日に現れ、超常現象をテーマにした人気ラジオ番組『Coast to Coast AM』のホスト、アート・ベルに2通のファックスを送った。この2通のファックスは、2034年の時間旅行の発見とY2K災害後の荒廃について語るものだった。
ジョン・タイターの軍事シンボルは、2000年11月2日、『タイム・トラベル・インスティテュート』フォーラムにユーザー名「TimeTravel_0」として登場した（これらの投稿では「ジョン・タイター」という名前は使用されていなかった）。その投稿では時間旅行について一般的に論じており、最初の投稿は作動する時間機械に必要な部品の「6つの部分」の説明と、そのような機械がどのように機能するかについての他の投稿者からの質問への回答であった。これらの初期の投稿は短い傾向があった。また、当時使用されていたフォーラムソフトウェアの欠点のため、2つ目のスレッドも作成された。
2001年1月、「TimeTravel_0」は自らを「ジョン・タイター」と呼び、アート・ベルのPost-2-Post BBSフォーラムに投稿を始めた。タイターの最後の投稿は2001年3月下旬に行われた。
後に、2003年頃、様々なウェブサイトがタイターの投稿をまとめ、物語として再構成した。これらのサイトのすべてが、メッセージがフォーラムに投稿された元の日付を参照しているわけではない。

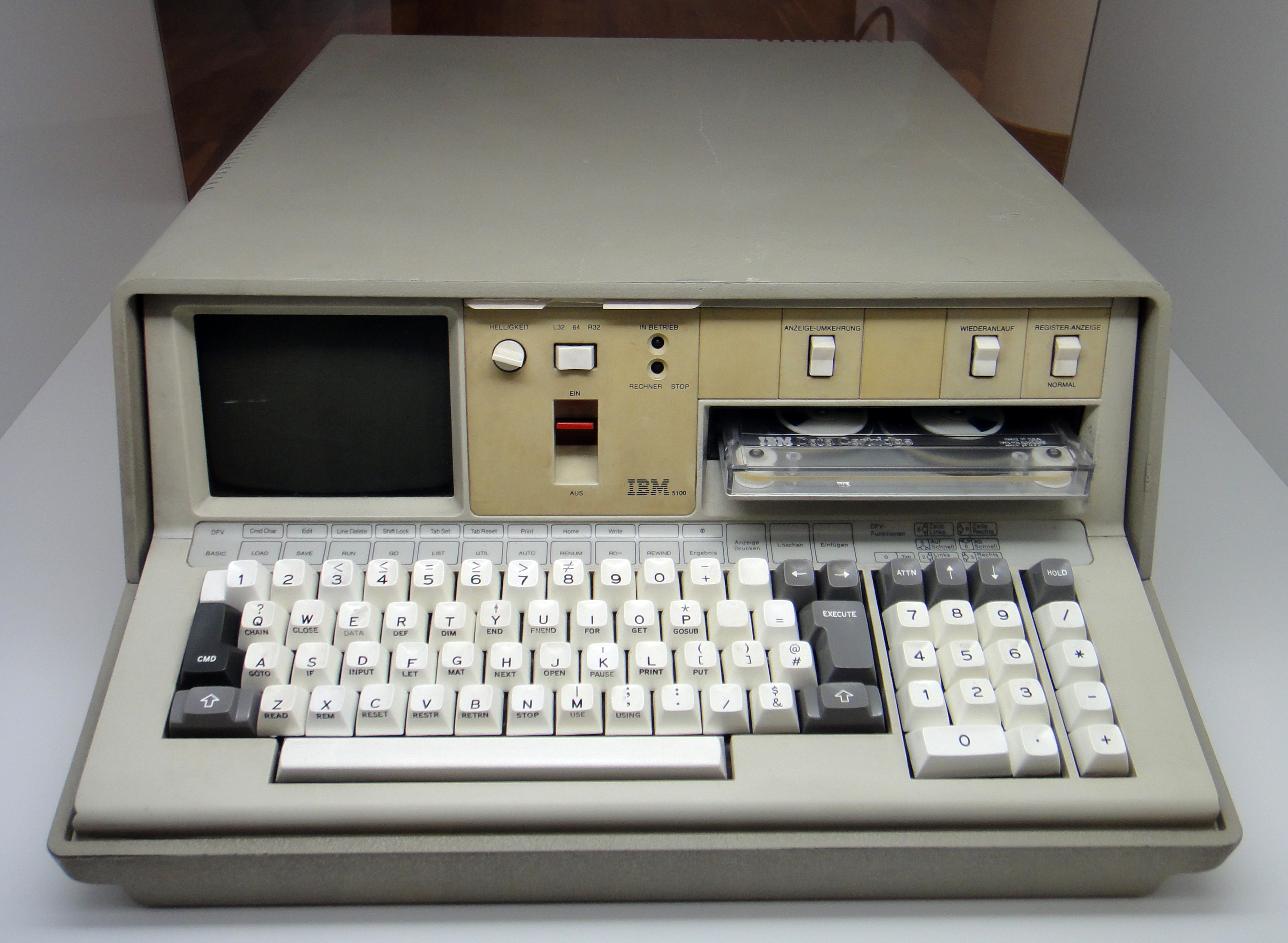
IBM 5100コンピュータ

彼のオンライン投稿において、タイターはタンパ、フロリダ州を拠点とする2036年からのアメリカ兵士であると主張した。彼は政府の時間旅行プロジェクトに配属されており、そのプロジェクトの一環として、2036年に存在する様々なレガシーコンピュータープログラムをデバッグするために必要なIBM 5100コンピューターを回収するために1975年に送り返されたと述べた。これはUNIXの2038年問題への言及である可能性がある。IBM 5100は、モデルに応じてAPLおよび/またはBASICプログラミング言語を実行する。
タイターは、彼の父方の祖父がIBM 5100の元の組み立てとプログラミングに直接関わっていたため、このミッションに選ばれたと述べた。彼は5100の非公開の機能を説明することで証拠を提供しようとし、これによって一部の人々はその投稿の背後にはコンピュータ科学者がいるに違いないと信じるようになった。
タイターによるとIBM 5100には、マニュアルにはないコンピュータ言語の翻訳機能があることが2036年にわかったという。彼の使命は、2年後に迫っている2038年問題に対応するためのものであり、過去から受け継いだコンピュータプログラムをデバッグするためにIBM5100が必要なのだという。 実際のところ、IBM 5100は、内部でSystem/370のエミュレーションをおこなっており、メインフレーム上のプログラムのデバッグに使用できる機能がある。このことは、A. D. Falkoff著「The IBM Family of APL Systems」 にある。なお、我々の世界線においては、2000年問題への対策を通じて2038年問題を解決する方法も既に明らかになっており、システムメンテナンスによって大きな問題は起こらないと考えられている（詳しくは2038年問題の項を参照）。
また、重要なのはIBM 5100を持ち帰ること、1975年である人物に会う事であるとも発言している。
タイターは、「個人的な理由」のために2000年に一時滞在していると述べた。それは（未来の）内戦で失われた写真を収集し、彼がよく話していた家族を訪問するためだった。
タイターはまた、数ヶ月間にわたって牛肉製品を通じて広がるクロイツフェルト・ヤコブ病の潜在的脅威と、米国内での内戦の可能性について、耳を傾けてくれる人に警告しようとしていたとも述べた。
この話題について質問されると、タイターはUFOなどの謎にも興味を示し、それらは彼の時代でも説明されていないままだと述べた。タイターはUFOや地球外知的生命体は、彼自身の時代よりもはるかに未来からの、より優れた時間機械を持つ時間旅行者かもしれないと示唆した。

## タイターの語るタイムマシンとタイムトラベル
タイターの説明によれば、彼の使用したタイムマシンは、たとえばタイムマシンを題材にしたH・G・ウエルズの同名小説に出てくる機械のような、いわゆる乗り物ではなく、重力制御装置であるという。しかし、タイムトラベルにはその装置を乗用車に設置して車ごと時間移動し、わかりやすさなどを考慮してタイムマシンと呼んでいる。
タイターは何度か自分の時間機械について説明した。初期の投稿の1つでは、それを「二つのトップスピン、二重正の特異点によって動力を得る静止質量、時間変位ユニット」と説明し、「標準オフセットティプラー正弦波」を生成すると述べた。
最初の投稿はより明示的で、機械の部品について詳述している：
- 二重マイクロ特異点のための2つの磁気ハウジングユニット
- マイクロ特異点の質量と重力を変更するための電子注入マニホールド
- 冷却およびX線排気システム
- 重力センサー、または可変重力ロック
- 4つの主要なセシウム時計（英語版）
- 3つの主要なコンピュータユニット

投稿によると、この装置は1966年型シボレー・コルベットコンバーチブルの後部に設置されていた。後の投稿では、四輪駆動の1987年製トラックについて言及された。
タイムマシンは2034年に欧州原子核研究機構 (CERN) により試作1号機が実用化され、タイターが使用するものは正式名称「C204型重力歪曲時間転移装置」で、開発はゼネラル・エレクトリック社が行ったという。
タイムトラベルの方法は以下に示す通りである。
1. タイムマシンに目的の年月日時刻の座標を入力し、始動させる。
2. 重力場が形成され、搭乗者の身体を包む。搭乗者はエレベーターの上昇中のような感覚が継続する。
3. 装置が加速するにつれて周囲の光が屈曲し、一定まで達すると紫外線が爆発的に放射されるためサングラスが必須になる。
4. その後、周囲が次第に暗くなっていき、完全に真っ暗になる。
5. 景色が元に戻り、タイムトラベルが完了する。

フルパワー駆動で約10年間飛ぶのに、およそ1時間程かかるとされる。タイムトラベルが可能な範囲は、タイターの使用したタイムマシンでは約60年であり、それ以上の過去や未来に行こうとすると、世界線（世界）のズレが大きすぎて全く異なる世界にたどり着いてしまうという。それはつまり、我々が現在知ることの出来る歴史とはかけ離れた歴史を持った世界へ到着してしまうということである（60年以内の移動であっても誤差といえる程度の世界線のずれが生じるためタイムトラベルのたびに「限りなく似通ったパラレルワールド」に移動していることになる）。
銀河系も太陽系もかなりの速度で宇宙空間を移動しているため、たとえ30年前の過去へタイムトラベルが成功したとしても、そこには地球はなく、宇宙空間に投げ出されてしまうと思われる。この疑問について、タイターは技術的に最も困難な部分であると語っている。タイターの説明によると、現在地における重力の正確な測定を行うことによって、地球上での空間座標を特定しているとのこと。なお、36年分の距離を移動するには光速でも26日必要である。その空間座標はタイムトラベル中、VGL（可変重力ロック）という装置によって一定に保たれており、時計（タイターの乗るタイムマシンではセシウム時計4個）の発振周波数を基に、Bordaと呼ばれるエラー修正プロトコルを用いて制御されていると述べている。前述したように、この装置では60年間のタイムトラベルが限界で、それ以上はVGLを使用しても異なる空間座標に到着する可能性が高い。
タイムトラベルは、それを客観的に観測している人間にとっては、一瞬のうちに終わっているように見える（つまり、タイムトラベラーがタイムマシンを作動させた瞬間にもとの世界に戻ってきているように見える。たとえタイターがこの世界線において2年もの月日を過ごしていたとしても変わらない）。しかしこれは、あくまでタイムトラベルを（マシンを積んだ乗り物を移動させず）同じ空間座標で行った場合である。タイムトラベル後、元の世界線へと戻るときにマシンを作動させた空間座標が最初の座標と違う場合、観測者にとっては、その場にあったタイムマシン（とそれを積んだ乗り物）が一瞬にして消え、別の場所に一瞬にして現れるという風に見えるという。

## パラレルワールド
タイターは、エヴェレット・ホイーラー・モデル（多世界解釈）は正しいと発言している。さらに、タイターは、「エヴェレットの多世界は、時間の異なる別の世界線であり、恐らく無限に存在する」といったような解釈を付け加えることによって、タイムトラベルの結果生じる矛盾、いわゆるタイムパラドックスの問題が解決されるとしている。この世界線とは、いわゆるパラレルワールドと同義であり、タイターは「時間線」と合わせて三種類の語を使用していた。彼によれば、これは彼の時間旅行が新しいタイムストリームの形成を引き起こし、この新しい（現在の）タイムストリームでは、タイターが描写した出来事は彼の本来のタイムストリームとは若干異なって発生するということを意味していた。これにより彼の予測は反証不可能なものとなった。
タイターは、それらの異なる世界線を移動することにより、タイムトラベルは行われると説明している。例えば、過去にやってきたタイムトラベラーが自分の親を殺しても、自分がいた世界とは別の世界の自分の親を殺したことになるので、そのタイムトラベラーが消滅することはないという。同じように、違う世界線の自分自身を殺してしまっても、世界線が分岐するだけなので何ら問題は起きないと語っている。
タイターの場合は、まず2036年から1975年にタイムトラベルし、そこから自分が生まれた1998年に飛び、2000年まで滞在したという。この場合の1975年とは、2036年からの世界線のズレが約2%の世界であり、そこから未来へ遡行したために、タイターが訪れた1975年の同一世界線上の未来である1998年が、我々の世界である（つまり我々の世界線では、1975年にもタイターが訪れていた可能性がある）。2036年をAとすれば、1975年の世界線はBであり、さらに、タイムトラベルしたタイターがいるために世界は分岐してC（1975年）になった。そこからさらに、1998年へ飛んだのでこの世界線はDということになる。2%のズレはBの時点での話であるので、CおよびDを経てズレは大きくなっている。
これらの事案についてタイターは、タイムトラベルを行うことに起因して世界線が分岐するのか、あるいはタイムトラベルをする以前からその世界線は存在していたのか、という問題がタイターのいた世界でも議論になっていると説明している。
タイターが「我々の世界」に初めてやってきたのは1998年だが、その時この世界におけるタイター一家に「2000年問題によって引き起こされる災害や混乱から逃れるため」引っ越しを促している。（実際に一家は引越しをしたという）しかし、タイターの予想に反して2000年問題は大きな騒ぎとはならなかった。この原因として、タイターは、自分が任務のために赴いた1975年の行動が影響している可能性がある、と家族に話していた。さらに、タイターの説明では、2000年問題の混乱が、後の核戦争に繋がっているということで、タイターのいた世界線と我々の世界線では、未来において大きなズレがあることが考えられる。

### 未来へ帰る方法
タイターが元いた世界線に帰還するためには、タイムマシンが往路にて収集した重力の測定データをさかのぼって帰還するとしている。
また、自分がもといた未来の世界線へ少ない誤差で帰還するためには、一度自分がやってきた時間・場所に戻る必要があるほか、潮汐力が地球の重力に影響を与えている都合上、帰還するタイミングは一年に2回ある旨の説明をしている。
そのため、タイターが自分のいた未来へ帰るには、まず1998年に戻り、そこからさらに1975年に戻ってから、やってきた世界線に沿って時空をさかのぼる必要があるということになる。
しかし、全く同一の世界へ帰還できるわけではない。誤差は非常に小さいものの、そこは「良く似た別の世界」であることに変わりはないという。世界線は無限に存在し、そのどれかにピンポイントで移動する方法が現在のところ見つかっていないためである（光速を超えない限り不可能であるとタイターは書き込んでいた）。
もっとも、確率的にはありえないほど低いが自分の望む世界にたどり着く余地はあり、タイターの世界では、ズレのない世界（つまり自分の世界と全く同一の時間軸上にある世界）にたどり着いたタイムトラベラーが存在するという。

## 「家族」との同居
タイターはまずタイムマシンで1975年に向かい自分の父方の祖父と会い、その後1998年に飛び自分の両親と生後2ヶ月の自分自身に会い、それから2年ほど4人で奇妙な同居をしたと語っている。
タイターが去って2年が経過した2003年1月。タイターの両親を名乗る夫婦が5歳の幼児を連れてフロリダの弁護士事務所を訪れたとされる。夫婦は匿名を条件にタイターの存在を証言し、夫婦が連れていた5歳の幼児がジョン・タイターという名であると語った。夫婦はインターネットで交わされたタイターと質問者たちとの質疑応答の全記録、タイターの話を裏付ける証拠物件を弁護士に預託したという。しかしこの夫妻に実際に会い会話を交わした（と主張している）のはこの弁護士のみである。この弁護士というのが後述するラリー・ヘイバーである。

## タイターの書き込んだ未来
タイターは頻繁に量子力学の多世界解釈を引用し、彼のタイムラインでの出来事は我々のものとは異なる可能性があるとしながらも、その違いは最小限であるとも述べた。そのため、一部の人々は彼のタイムラインの描写を予測として解釈し、タイターの2001年の最後の投稿以降に発生した実際の歴史的出来事と比較している。
タイターの予測の中で最も差し迫ったものは、「秩序と権利」に関する米国での内戦の予言だった。タイターが描写した戦争は、前年の大統領選挙を取り巻く市民の不安により2005年に始まるとされた。タイターによれば、この「毎月ウェーコ型の事件が発生し、徐々に悪化していく」という内紛は「ほぼ誰もの玄関先に」あり、2008年までに戦争に発展するという。その結果、米国は様々な要因（異なる軍事目標を含む）に基づいて5つの地域に分裂するとされた。
タイターによれば、この内戦は2015年に短いが激しい第三次世界大戦で終結し、タイターはこれを「N Day」と呼んだ。彼は交戦の中で被害を受ける都市としてワシントンD.C.とジャクソンビル、フロリダ州を特定し、戦争後はオマハ、ネブラスカ州が新しい米国の首都になると述べた。タイターはこの第三次世界大戦のシナリオの正確な原因を詳述しなかったが、ある投稿で敵対行為は「国境紛争と人口過剰」によって引き起こされたと述べている。彼はまた、当時のアラブ・イスラエル紛争を戦争の原因としてではなく、それに先立つ節目として指摘した。
タイターは2011年、13歳の時にフロリダ州を拠点とするファイティング・ダイアモンドバックスという散弾銃歩兵部隊に少なくとも4年間所属したと述べた。他の投稿では、戦争から身を隠していたと自分自身を描写している。
しかし、タイターは、自分が未来に関する出来事を書き込んだ時点で未来が変わってしまうために、自身が見てきたものとズレが生じると発言している。タイターがやってきた世界線と、この世界線（2000年当時）ではおよそ2%のズレが元々あり、さらにタイターが掲示板に自分が未来人である旨の書き込みをしたため、そのズレはさらに広がっている可能性がある。
つまり、タイターは、自分のいた世界線において起きた出来事を書き込んだのであり、予言として紹介されることもあるが（#参考文献）、この世界線の未来を予言したというわけではない。
実際、タイターの書いた未来の出来事の中には、この世界線において起きたこともあれば、起きなかったこともある。

### タイターの世界での出来事
- 2000年問題によって起きた災害や混乱が、後の内戦の火種となる。
- CERNが2001年近辺にタイムトラベルの基礎理論を発見し、研究を開始する。
- アメリカ国内でも狂牛病が発生する。
- 2001年以降にそのうち中国人が宇宙に進出する。
- 2001年以降に新しいローマ教皇が誕生する。
- ペルーで地震が発生（2001年にペルーでの地震をほのめかした4ヶ月後にペルーで地震発生）
- 世界オリンピックは2004年度の大会が最後となり、2040年度にようやく復活する。
- 2005年にアメリカが内戦状態になる。
- 2008年、アメリカ合衆国の都市部で急激に警察国家化が進み、都市内部と都市外部で内部抗争が発生する。

中国に併合された3地域のその後については、様々な説が存在する。本項ではその一部を載せる。
- 2011年、内戦が原因でアメリカ合衆国が解体されるが、翌年にはアメリカ連邦帝国[19] が建国される。
- 2015年、ロシア連邦が反乱部隊の援助という名目でアメリカ、中国、ヨーロッパの主要都市に核爆弾を投下。アメリカが反撃し核戦争となり、第三次世界大戦へと発展する[20]。

その後、アメリカの外交権麻痺に乗じて、中華人民共和国が覇権主義を強化。台湾、日本、韓国を強引に併合する。後にオーストラリアが中国を撃退するが、ロシアの攻撃により半壊滅状態になる。ヨーロッパ諸国もロシアによりほぼ壊滅するもアメリカが撃退し、ロシア連邦が崩壊する。
- 2017年、30億人の死者を出した末、ロシアの勝利に終わる。
- 2020年、アメリカ都市部の勝利により内戦が終わる。ロシアの援助によって、新たな連邦政府が成立する。

アメリカの地方区分は、現在の州ではなくなる。分裂したときの5勢力で構成され、社会主義国家に近くなる。内戦後の生存者は図書館や大学の周りに集結してコミュニティを形成している。新たな連邦政府は首都を現在のネブラスカ州オマハに置いている。アメリカ以外のほとんどの国も社会主義国家のような体制になっていく。
- 2040年頃、オリンピックが復活する予定。
- 2045年頃、タイターの個人的な予想ではタイムマシンが一般利用できるようになるであろうと思われる。

### 2036年の状況
タイターのいた2036年は、以下のような状況だという。
- テレビと電話はインターネットにより提供されている。
- タイムマシンが実用化されて既に2年が経過しているものの、その存在を信じていない人々も大勢いる。
- タイムマシンは世界の幾つかの国が複数台所有しているが、一般市民が使用できるわけではない。
- 無線のインターネット接続がどこでも可能になっている。核戦争後の荒廃で物理的アクセスに制約があるため、コミュニケーションツールとして重宝されている。
- プログラミングの主流が、「If/Then」方式から「If/Then/Maybe」方式へと変わっているという

要出典：自らを『自分はコンピューターのエキスパートではない』と何度も言及している。タイター自身がプログラミングに関して記述した部分は原文には存在しない。
- タイターが2001年に来たとき新聞などで見た企業（デル、グーグル、マイクロソフトなど）は、そのどれもが存在していない。

要出典：原文においてタイターがデル・グーグル・マイクロソフトに関して語った部分は見当たらない。
- 一般的にデジタルカメラが主流で、フィルムカメラは主に専門家などが使用している。
- 宇宙人は見つかっていない。タイターは現在UFOとされているものはタイターの時代よりもっと未来からのトラベラーなのではと語った。
- 飲料水や淡水の確保が大きな問題となっている。
- 地球温暖化は、さほど問題になっていない。
- 出生率は低い。
- エイズと癌の治療薬は発見されていない。
- 核戦争による汚染がひどい。
- 核戦争の後、人類は戦争に疲れ果て、それぞれの国が孤立化した状態になる。現在のような活発な外交関係は無くなる。他国への航空便などは存在するが、本数は今よりも格段に少なくなる。しかし、核兵器や大量破壊兵器が完全に消滅したわけではなく、世界中にはまだ多数の兵器が存在している。
- 人間の平均寿命が60歳に満たなくなる。また、警察国家を信奉する勢力を壊滅させたとはいえ、完全に消滅したわけではない。そうした勢力が、タイターらの住むコミュニティ外に密かに存在している。そうした集団との戦争は続いている。
- 信仰は2036年の人々の生活の中でも大きな存在であり、タイター自身もキリスト教徒であるが、宗教自体が現在のような一様な価値観からもっと個人的なものに移り変わっている。また、お祈りの日も日曜日ではなく土曜日になっている。
- 善悪についての考え方が大きく変わった（一人の人間がとるあらゆる行動は、どこかの世界線において行われている、という世界観が広まったため）。

## 疑問点
- イタリア放送協会のRai 2で放送されていた超常現象などを扱うボイジャーという番組シリーズでジョン・タイターを詳細に調べた結果を2008年5月19日に放送し、過去においても放送当時においてもいかなる公的記録にジョン・タイターなる名前が登録されたことが無いこと、John Titor Foundationというフロリダ州キシミーのユナイテッド・パーセル・サービスの店舗の私書箱と理由は不明だがステッソン大学以外に住所などが判明していないペーパーカンパニーと思しき会社（LLC）[21][22][23]が著作権者となっていること、タイターに関連したサイトのIPアドレスを調べた所やはり場所はキシミーであったことが判明している[24]。2009年、Hoax Hunterというブログを運営するジョン・ヒューストン（John Hughston）という人物が調べた所によると、ラリー・ヘイバー（Lawrence "Larry" H. Haber）というフロリダの弁護士[25]がJohn Titor FoundationのCEOであり、ラリーの兄弟で計算機科学者のリチャードの二人が1998年頃ジョン・タイターの話を2000年問題などを盛り込んで創作したとしている[26]。またヒューストンによってJOHN TITORが米国で商標登録されていることが判明した[27]が、権利更新の手続きなどがなされておらず放置状態となっている。IBM5100のコンピュータ言語の翻訳機能についても、計算機科学者であるならばこのことを知っていてもおかしくはなくかつ広く知られてもいないので創作したストーリーのもっともらしいこじつけとして目をつけられたとヒューストンは指摘している。
- 世界初の代替現実ゲームと考えられているオングズ・ハット（英語版）の開発者として知られるジョセフ・マシーニー（英語版）[28]が2018年に語ったところによると、名前を明かせないがタイターの話を創作していた人物の下でコンサルタントとして働いていたことを明かし「ジョン・タイターの話は、私がオングズ・ハットでやっていることを観察していたある人物が同じようなことを実験として行おうという目的で創作した。ジョン・タイターの話の創作にはコンサルタントとして関わっただけで私は主導的立場になかった。」と語っている[29]。

## メディア作品等への影響
- 2003年、ジョン・タイター財団は『John Titor: A Time Traveler's Tale』（ISBN 1-59196-436-9）という本を出版し、彼の主張について議論した。この本は現在絶版となっている。
- 2007年に放送された日本のテレビドラマシリーズ『ガリレオ』の、翌2008年10月4日に放送された前日譚『ガリレオΦ』には、「2036年の未来から来たタイムトラベラー」に言及する場面がある。
- 2009年のビジュアルノベル『シュタインズ・ゲート』（2011年にアニメ化された）では、時間旅行が大きく取り上げられ、ジョン・タイターがプロットの重要な部分を占めている[30]。
- 2009年、スコット・ノーウッド監督によるジョン・タイターについてのドキュドラマ『Timetravel_0』が制作された[31][32]。
- タイターは少年超自然ホラー漫画『魔法少女・オブ・ジ・エンド』で言及された。
- 日本のロックバンド『相対性理論』の3枚目のスタジオアルバム『TOWN AGE』には、ジョン・タイターを参照した曲「John Q」が収録されている[33]。
- 『無敵のスクィレル・ガール（英語版）』の一号では、ジョン・タイターは『デッドプールのスーパーヴィランズ・ガイド』カードセットの中で征服者カーンの別名としてリストされている[34]。
- ビデオゲーム『リバース:1999』では、ジョン・タイターはIBMの上級コンピュータエンジニアで、十六進法コードで話す時間旅行者を自称し、IBM 5100の開発にも関わっていた[35]。
- フランスのポップロックバンド「スクエア・シンドローム」のアルバム『Stories Of A Time Traveler』では、ジョン・タイターが旅行して家族を見つけ出す際に問題を抱えている[36]。
- 2016年、トヨタ自動車のミニバン、エスティマのマイナーチェンジに伴うキャンペーンサイト『Sense of Wonder』で、世界にある19のWonder（不思議）の一つとしてジョン・タイターが紹介されている。
- 2025年の小説『Alias John Titor』（作者は映画製作者のジェームズ・オブライエン（英語版））では、ジョン・タイターが2036年のシャイアン・マウンテンから2024年の選挙結果を変えるミッションを帯びている[37]。